# Юлиана (королева Нидерландов)
Юлиана (Юлиана Луиза Эмма Мария Вильгельмина Оранско-Нассауская; нидерл. Juliana Louise Emma Marie Wilhelmina van Oranje-Nassau, МФА: [ˌjyliˈjaːna]; 30 апреля 1909, Гаага — 20 марта 2004, дворец Сустдейк) — королева Нидерландов, правившая с момента отречения её матери Вильгельмины в 1948 году до её собственного отречения в 1980 году в пользу дочери Беатрикс. Затем до конца жизни носила титул принцессы Нидерландов.
В честь королевы Юлианы названа гора в Суринаме, канал на юге Нидерландов, аэропорт на острове Святого Мартина, астероид (816) Юлиана.
День Королевы ежегодно отмечался в Нидерландах до 2013 года в день рождения королевы Юлианы как государственный праздник и единственный ежегодный гражданский праздничный нерабочий день — остальные праздничные нерабочие дни в Нидерландах приурочены к церковному календарю Нидерландской реформатской церкви. Со вступлением на трон нового монарха Виллема-Александра, также родившегося в конце апреля, праздник был перемещён на его день рождения.

## Рождение
В конце 1908 года председатель Совета Министров Нидерландов Тео Хемскерк объявил, что королева Вильгельмина ожидает ребенка. Оранжисты восприняли эту новость с облегчением, поскольку брак, заключенный в 1901 году, до сих пор оставался бездетным. После выкидыша Вильгельмины в 1901 году, последовавшего за ним серьезного заболевания, выкидыша в 1902 году, и третьего выкидыша в 1906 году, возникло серьезное опасение, что престолонаследника не будет. В этом случае трон переходил к потомкам тети Вильгельмины, принцессы Софии. В то время самым упоминаемым именем было имя Вильгельма Эрнста Саксен-Веймар-Эйзенахского, сына двоюродного брата Вильгельмины.
Наконец, 30 апреля 1909 года во дворце Нординде в Гааге королева Вильгельмина родила дочь. О рождении было объявлено в торжественной форме на французском языке. На следующий день отец ребенка зарегистрировал рождение в реестре гражданского состояния.
Через несколько недель были обнародованы имена маленькой принцессы:
- Юлиана, в честь Юлианы Штольбергской, матери Вильгельма Оранского
- Луиза, в честь Луизы де Колиньи, жены Вильгельма Оранского
- Эмма, в честь королевы Эммы, бабушки со стороны матери
- Мария, в честь Марии Шварцбург-Рудольштадтской, бабушки со стороны отца
- Вильгельмина, в честь матери

5 июня 1909 года принцесса Юлиана была крещена в Гаагской церкви Вильгельма. Юлиана была одета в крестильное платье, в котором крестили ее мать.

## Юность и образование
Мать Юлианы стремилась дать ей менее изолированное воспитание, чем ее собственное. Юлиана посещала младшую школу при дворце в течение четырех лет, до 1919 года, в небольшом классе с девочками из тщательно отобранных семей.  Затем Юлиана получала частное образование, разработанное педагогом Дж. Б. Ганнингом. Королева Вильгельмина считала крайне важным, чтобы Юлиана к восемнадцати годам была достаточно подготовлена к тому, чтобы в случае необходимости занять трон. Учебная программа включала стандартные предметы, а также уроки рисования, игры на скрипке и пения, а также другие темы, которые считались важными для ее будущей роли в качестве главы государства, такие как география и культура Индонезии. Формальных экзаменов не было, поэтому учебная программа не соответствовала требованиям для поступления в университет. 
В 1921 году Юлиана основала временное театральное общество, чье название состояло из первых букв имён девяти участниц. Репетиции проводились еженедельно. Играли они для семьи и других знакомых.
В 1922 году было изменено право престолонаследия, что значило, что Юлиана станет единственной наследницей своей матери. С момента достижения восемнадцати лет, Юлиана получала ежегодное государственное пособие в размере 200 000 гульденов и доступ ко дворцу Кнётердейк. Она продолжала жить с матерью.
После окончания средней школы Юлиана захотела продолжить учебу. Она переехала в Катвейк, чтобы учиться в Лейденском университете по специальной сокращенной программе, несмотря на отсутствие соответствующего школьного аттестата. Эта программа была полностью адаптирована к поставленным перед ней задачам. Благодаря этому Юлиана стала первым членом Дома Оранских, поступившим в университет. 
В сентябре 1927 года она поступила на юридический факультет, где изучала старое голландское право, местное право Голландской Ост-Индии, феноменологии религии, китаеведение, славистику, германскую мифологию, а также французский и голландский языки. Юлиана вступила в ассоциацию студенток Лейденского университета, где прошла посвящение. Первоначально Юлиана планировала проучиться в Лейдене всего один год, но ее пребывание было продлено еще на год, а затем еще на несколько месяцев.
Юлиане не разрешалось сдавать экзамены, но как «слушателю» ей позволили сдать устные экзамены. Один из таких экзаменов проводил поэт и профессор голландской литературы Альберт Вервей. Всего она сдала три экзамена и 31 января 1930 года завершила обучение со степенью почетного доктора, для получения которой не требовалось никакого формального предварительного образования.
12 июня 1927 года Юлиана была «принята и конфирмована» в качестве члена голландской реформатской церкви.
В 1931 году Бонн де Йонге стал генерал-губернатором Голландской Ост-Индии. Он был отцом подруги Юлианы и перед отъездом в Батавию предложил тогдашнему премьер-министру Шарлю Руйсу де Беренбруку, чтобы Юлиана посетила Голландскую Ост-Индию. Он надеялся добиться того, чтобы впервые на трон взошел член Дома Оранских, посетивший Голландскую Ост-Индию. Однако по практическим соображениям он отдельно отметил, что личный надзор со стороны государства должен быть минимальным. Руйс де Беренбрук немедленно согласился, но Вильгельмина выступила против этих планов. Она боялась того, что Юлиана может заболеть, а также считала, что ехать слишком далеко. В конечном итоге Юлиана увидела бывшую колонию только после своего отречения от престола.
В 1934 году в возрасте 58 лет умирает отец Юлианы, страдавший сердечно-сосудистым заболеванием. Юлиана отказалась от наследства, поскольку долги превышали активы. Однако она заняла его должность председателя Голландского Красного Креста.

## Королева Нидерландов

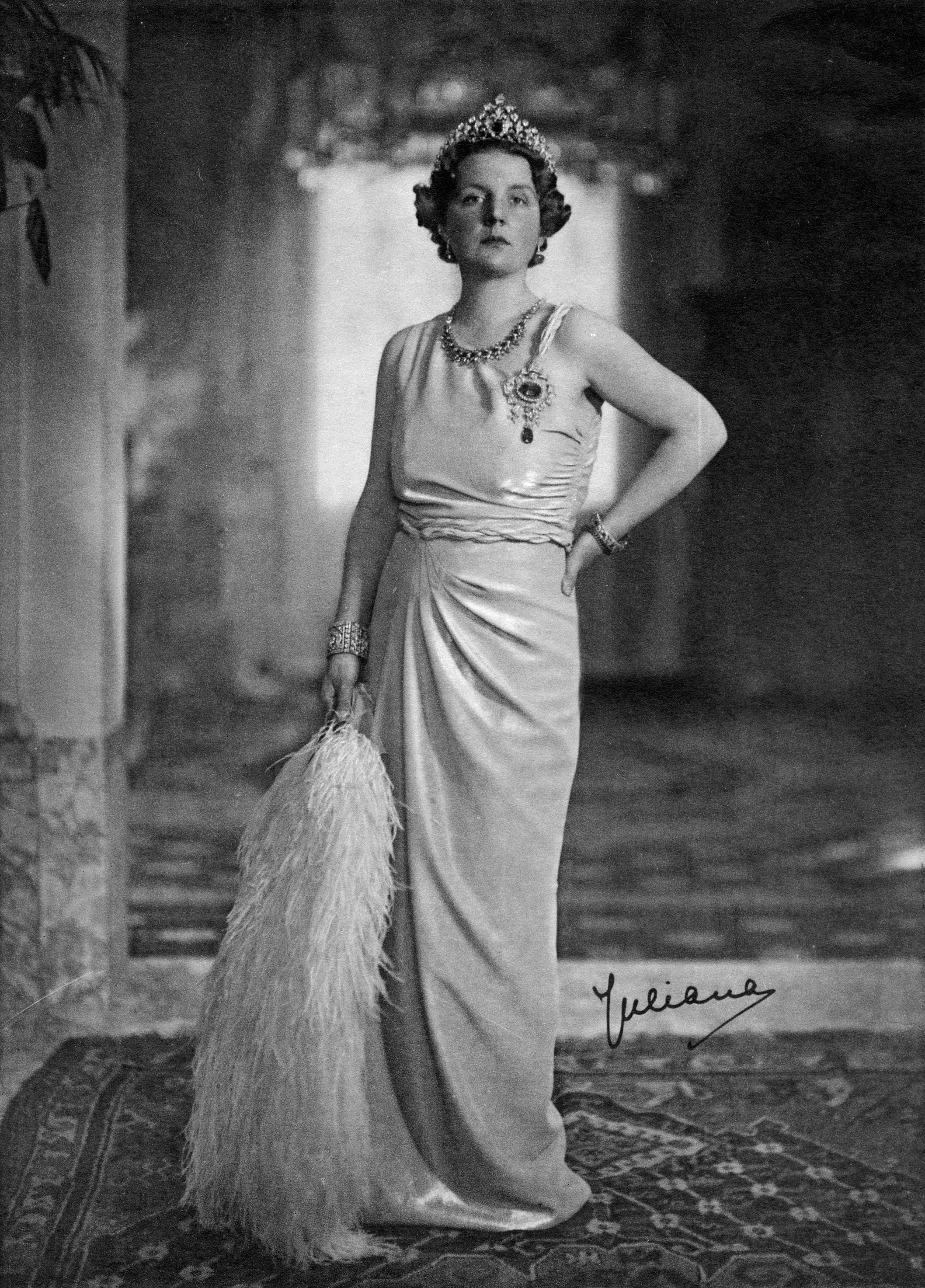
Принцесса Юлиана в 1937 году

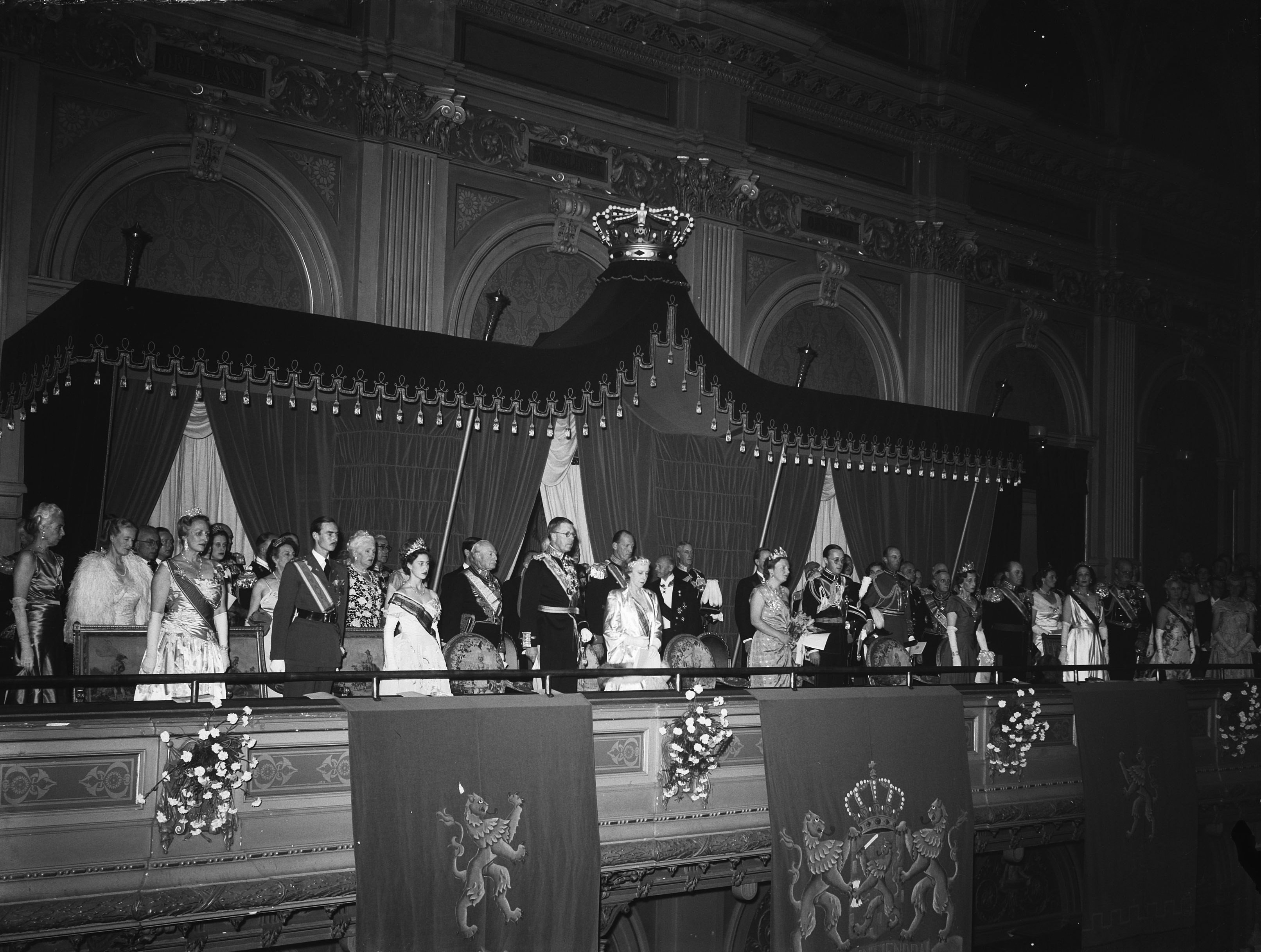
Вступление Королевы Юлианы на престол, 6 сентября 1948

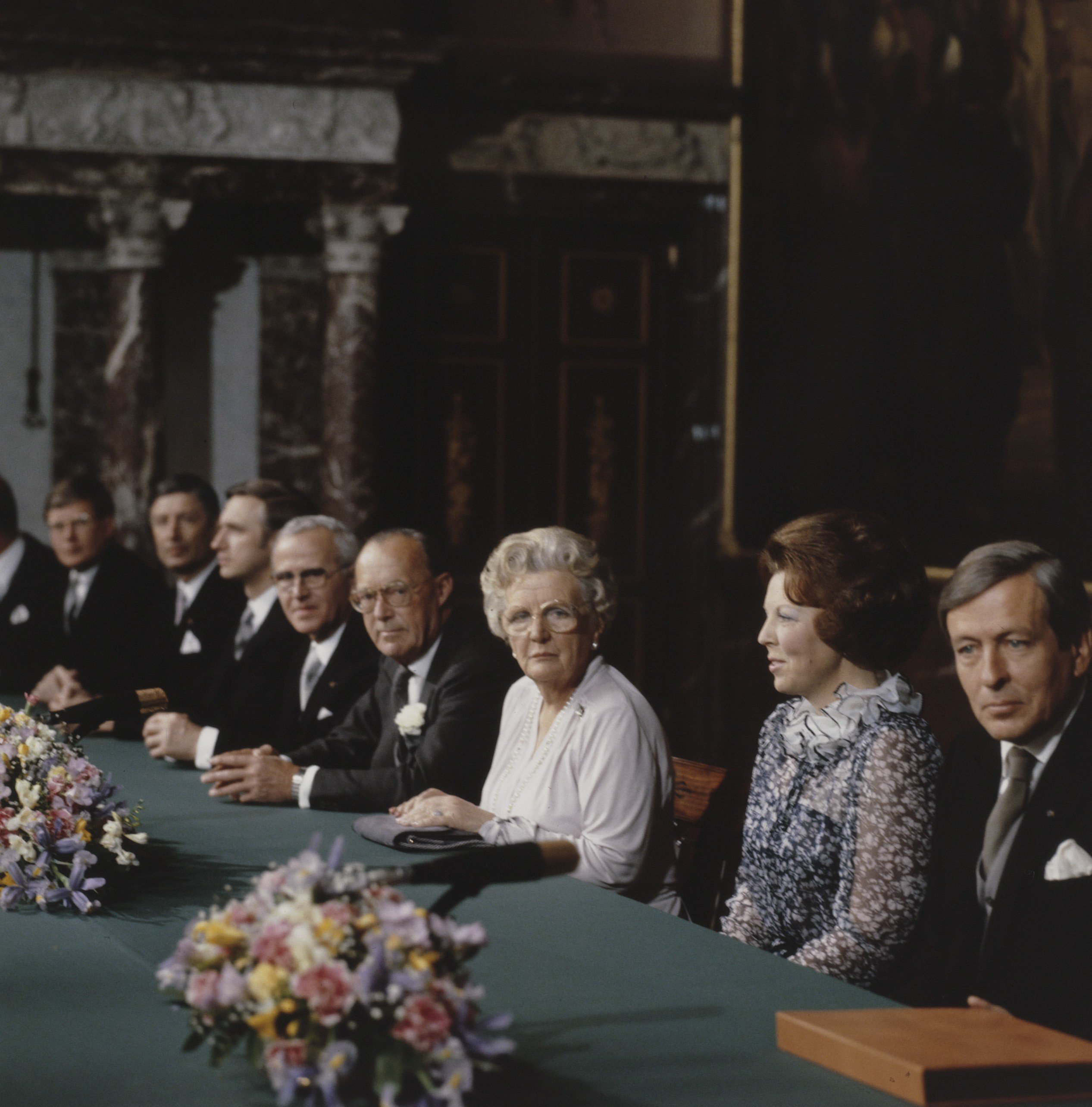
Королева Юлиана в день своего отречения

В 1956 году влияние на политические взгляды Юлианы её советницы Грейт Хофманс — религиозной целительницы, практиковавшей возложение рук — привело монархию к конституционному кризису. Двор и королевская семья раскололись на «бернардскую фракцию», настроенную на устранение королевы, считавшейся религиозной фанатичкой и угрозой НАТО, и сторонников королевы. Премьер-министр Виллем Дрес разрешил кризис. Однако Юлиана уступила мужу и его друзьям. Сторонники Хоффманс были удалены от двора, уволены или отправлены на пенсию. Принц Бернхард планировал даже развестись с женой, но передумал, когда, как он сказал американскому журналисту, «узнал, что эта женщина все еще любит его».
Королева Юлиана столкнулась с еще одним кризисом среди своих протестантских подданных в 1963 году, когда ее вторая дочь Ирена тайно перешла в римский католицизм и без одобрения правительства 29 апреля 1964 года вышла замуж за принца Карлоса-Уго Бурбонского, герцога Пармского, претендента на испанский трон, а также лидера испанской партии Карлистов. Учитывая историю голландской борьбы за независимость от римско-католической Испании и ещё свежие воспоминания о немецко-фашистском гнете, подробности этого брака были расписаны во всех газетах, и поднялась буря враждебности по отношению к монархии настолько серьезная, что замаячило отречение королевы. Однако она удержалась на троне благодаря популярности среди большей части подданных, которую ей удалось снискать за годы своего царствования. 
Ещё один кризис возник вследствие объявленной в июле 1965 года помолвки наследницы престола, принцессы Беатрикс, с немецким дипломатом Клаусом фон Амсбергом. Будущий муж будущей королевы был в свое время членом нацистского Вермахта и Гитлерюгенда. Многие разгневанные голландцы вышли на улицы, прошли митинги и марши против «предательского» дела, хотя на этот раз и не было никаких призывов к отречению королевы, потому что истинным объектом народного гнева была принцесса Беатрикс, а не королева. Тем не менее ценность монархии вообще начала подвергаться сомнению в некоторых кругах общественности. После неудачной попытки аннулировать брак своей дочери королева Юлиана дала на него согласие, и бракосочетание прошло при не прекращавшейся буре протестов. В стране начало распространяться мнение, что принцесса Беатрикс может стать последним членом дома Оранских на нидерландском престоле. Несмотря на все эти перипетии, личная популярность королевы Юлианы страдала лишь временно.
В мае 1959 года польско-американский уфолог Джордж Адамски получил письмо от главы голландского общества неопознанных летающих объектов Рей Д’Акильи, в котором сообщалось, что с ней связался дворец королевы Юлианы и королева хотела бы принять его. После встречи президент голландской авиационной ассоциации Корнелис Колфф сказал: «Королева проявила необычайный интерес к этой теме». Голландская пресса выразилась более прямолинейно. По данным журнала Time, Амстердамская газета «Де Волькскрант» заявила: «Голландскую прессу вряд ли можно обвинить в сокрытии фактов на прошлой неделе. В очередной раз слабость королевы Юлианы к сверхъестественному вернула её имя в заголовки газет: она пригласила во дворец сумасшедшего из Калифорнии, который числил среди своих друзей людей с Марса, Венеры и других пригородов Солнечной системы».
Событие, произошедшее в апреле 1967 года, когда нидерландская экономика была на подъёме, в одночасье подняло рейтинг королевской семьи: у принцессы Беатрикс родился сын — Виллем-Александр, первый наследник короны мужского пола по прямой линии в королевской семье за 116 лет.
На 25-летие своего воцарения, в 1973 году, пожертвовала все деньги, собранные Национальным комитетом по серебряному юбилею, организациям, занимающимся нуждающимися детьми во всем мире. Также пожертвовала „подарок от нации“, который она получила на своё семидесятилетие, «Международному году ребенка».
30 апреля 1980 года, в свой 71-й день рождения, добровольно отреклась от престола.
Активно занималась благотворительностью до своего 80-летия.
С середины 1990-х её здоровье ухудшилось, и у неё началось прогрессирующее слабоумие. Юлиана больше не появлялась на публике. По распоряжению врачей королевской семьи она находилась под круглосуточным уходом. Её супруг принц Бернард сказал в телеинтервью в 2001 году, что бывшая королева больше не узнаёт свою семью, так как страдает от болезни Альцгеймера.
Умерла во сне 20 марта 2004 в возрасте 94 лет во дворце Сустдейк от осложнений после пневмонии. Тело было забальзамировано (в отличие от её матери Вильгельмины) и 30 марта 2004 предано земле рядом с матерью в королевском склепе на кладбище Ньивекерк в Делфте.

## Семья
7 января 1937 года вышла замуж за принца Бернарда Липпе-Бистерфельдского (1911—2004) .
У супругов родилось четыре дочери:
1. Беатрикс (род. 31 января 1938) — бывшая королева Нидерландов, была замужем за графом Клаусом фон Амсбергом;
2. Ирена (род. 5 августа 1939) — была замужем за принцем Карлосом Уго Бурбон-Пармским;
3. Маргарита (род. 19 января 1943) — супруга профессора Питера ван Волленховена;
4. Кристина (18 февраля 1947 — 16 августа 2019) — супруга Хорхе Переса-и-Гильермо.

Среди предков Юлианы — представители российской императорской семьи Романовых. Её дед по матери — сын Анны Павловны, а дед по отцу — внук Елены Павловны, обе были дочерьми Павла I.

## Награды
Награды Нидерландов
| Страна                  | Дата                             | Награда                                                                   | Награда                                                                   | Литеры |
| ----------------------- | -------------------------------- | ------------------------------------------------------------------------- | ------------------------------------------------------------------------- | ------ |
| Нидерланды              | 4 сентября 1948 — 30 апреля 1980 | Суверен Военного ордена Вильгельма                                        | Суверен Военного ордена Вильгельма                                        |        |
| Нидерланды              | 4 сентября 1948 — 30 апреля 1980 | Суверен и Дама Большого креста ордена Нидерландского льва                 | Суверен и Дама Большого креста ордена Нидерландского льва                 |        |
| Нидерланды · Люксембург | 4 сентября 1948 — 30 апреля 1980 | Суверен ордена Золотого льва Нассау                                       | Суверен ордена Золотого льва Нассау                                       |        |
| Нидерланды              | 4 сентября 1948 — 30 апреля 1980 | Суверен и Дама Большого креста ордена Оранского дома                      | Суверен и Дама Большого креста ордена Оранского дома                      |        |
| Нидерланды              | 4 сентября 1948 — 30 апреля 1980 | Суверен ордена Оранских-Нассау                                            | Суверен ордена Оранских-Нассау                                            |        |
| Нидерланды              | 4 сентября 1948 — 30 апреля 1980 | Суверен ордена «За верность и заслуги»                                    | Суверен ордена «За верность и заслуги»                                    |        |
| Нидерланды              | 4 сентября 1948 — 30 апреля 1980 | Суверен ордена Короны                                                     | Суверен ордена Короны                                                     |        |
| Нидерланды              | 7 января 1937                    | Памятная медаль «Бракосочетание Юлианы и Бернарда Липпе-Бистерфельдского» | Памятная медаль «Бракосочетание Юлианы и Бернарда Липпе-Бистерфельдского» |        |
| Нидерланды              | 10 марта 1966                    | Памятная медаль «Бракосочетание Беатрикс и Клауса фон Амсберг»            | Памятная медаль «Бракосочетание Беатрикс и Клауса фон Амсберг»            |        |
| Нидерланды              | 30 апреля 1980                   | Коронационная медаль королевы Беатрикс                                    | Коронационная медаль королевы Беатрикс                                    |        |
| Нидерланды              | 2 февраля 2002                   | Памятная медаль «Бракосочетание Виллема-Александра и Максимы Соррегьета»  | Памятная медаль «Бракосочетание Виллема-Александра и Максимы Соррегьета»  |        |

Награды иностранных государств
| Страна                   | Дата вручения    | Награда                                                                                       | Награда                                                                                       | Литеры  |
| ------------------------ | ---------------- | --------------------------------------------------------------------------------------------- | --------------------------------------------------------------------------------------------- | ------- |
| Аргентина                | —                | Дама Большого креста на цепи ордена Освободителя Сан-Мартина                                  | Дама Большого креста на цепи ордена Освободителя Сан-Мартина                                  |         |
| Бельгия                  | —                | Дама Большого креста ордена Леопольда I                                                       | Дама Большого креста ордена Леопольда I                                                       |         |
| Бразилия                 | —                | Дама Большого креста ордена Южного Креста                                                     | Дама Большого креста ордена Южного Креста                                                     |         |
| Великобритания           | —                | Дама ордена Подвязки                                                                          | Дама ордена Подвязки                                                                          | LG      |
| Великобритания           | —                | Дама Королевской Викторианской цепи                                                           | Дама Королевской Викторианской цепи                                                           |         |
| Великобритания           | —                | Дама Большого креста Королевского Викторианского ордена                                       | Дама Большого креста Королевского Викторианского ордена                                       | GCVO    |
| Венесуэла                | —                | Дама Большой ленты ордена Освободителя                                                        | Дама Большой ленты ордена Освободителя                                                        |         |
| Гондурас                 | —                | Дама Большого креста с золотой звездой ордена Франсиско Морасана                              | Дама Большого креста с золотой звездой ордена Франсиско Морасана                              |         |
| Греция                   | —                | Дама Большого креста ордена Спасителя                                                         | Дама Большого креста ордена Спасителя                                                         |         |
| Доминиканская Республика | —                | Дама Большого креста с золотой звездой ордена За заслуги Санчеса, Дуарте и Меллы              | Дама Большого креста с золотой звездой ордена За заслуги Санчеса, Дуарте и Меллы              |         |
| Индонезия                | —                | Дама Звезды Республики Индонезия 1 класса                                                     | Дама Звезды Республики Индонезия 1 класса                                                     |         |
| Иран                     | —                | Дама цепи ордена Пехлеви                                                                      | Дама цепи ордена Пехлеви                                                                      |         |
| Камерун                  | —                | Дама Большой ленты ордена Доблести                                                            | Дама Большой ленты ордена Доблести                                                            |         |
| Кот-д’Ивуар              | —                | Дама Большого креста на цепи Национального ордена Кот-д’Ивуара                                | Дама Большого креста на цепи Национального ордена Кот-д’Ивуара                                |         |
| Либерия                  | —                | Дама Большой ленты Достопочтенного рыцарского ордена Пионеров Республики Либерия              | Дама Большой ленты Достопочтенного рыцарского ордена Пионеров Республики Либерия              |         |
| Либерия                  | —                | Дама Большого креста ордена Звезды Африки                                                     | Дама Большого креста ордена Звезды Африки                                                     |         |
| Люксембург               | —                | Дама Большого креста ордена Дубовой короны                                                    | Дама Большого креста ордена Дубовой короны                                                    |         |
| Мекленбург               | —                | Дама Большого креста с бриллиантами ордена Вендской короны                                    | Дама Большого креста с бриллиантами ордена Вендской короны                                    |         |
| Мексика                  | —                | Дама цепи ордена Ацтекского орла                                                              | Дама цепи ордена Ацтекского орла                                                              |         |
| Непал                    | —                | Дама ордена Оясви Раянья                                                                      | Дама ордена Оясви Раянья                                                                      |         |
| Непал                    | —                | Дама цепи ордена Чести                                                                        | Дама цепи ордена Чести                                                                        |         |
| Никарагуа                | —                | Дама Большого креста с золотой звездой ордена Рубена Дарио                                    | Дама Большого креста с золотой звездой ордена Рубена Дарио                                    |         |
| Норвегия                 | —                | Дама Большого креста на цепи ордена Святого Олафа                                             | Дама Большого креста на цепи ордена Святого Олафа                                             |         |
| Панама                   | —                | Дама Большого креста ордена Мануэля Амадора Герреро                                           | Дама Большого креста ордена Мануэля Амадора Герреро                                           |         |
| Перу                     | —                | Дама Большого креста с бриллиантами ордена Солнца Перу                                        | Дама Большого креста с бриллиантами ордена Солнца Перу                                        |         |
| Польша                   | —                | Дама ордена Белого орла                                                                       | Дама ордена Белого орла                                                                       |         |
| Сенегал                  | —                | Дама Большого креста на цепи Национального ордена Льва                                        | Дама Большого креста на цепи Национального ордена Льва                                        |         |
| Суринам                  | —                | Дама Большой ленты Почётного ордена Жёлтой звезды                                             | Дама Большой ленты Почётного ордена Жёлтой звезды                                             |         |
| США                      | —                | Главнокомандующий Легиона Почёта                                                              | Главнокомандующий Легиона Почёта                                                              |         |
| Таиланд                  | —                | Дама ордена Королевского дома Чакри                                                           | Дама ордена Королевского дома Чакри                                                           | ม.จ.ก.  |
| Китайская Республика     | —                | Дама Большой ленты специального класса ордена Благожелательных облаков                        | Дама Большой ленты специального класса ордена Благожелательных облаков                        |         |
| Тунис                    | —                | Дама Большой ленты ордена Независимости                                                       | Дама Большой ленты ордена Независимости                                                       |         |
| Франция                  | —                | Дама Большого креста ордена Почётного легиона                                                 | Дама Большого креста ордена Почётного легиона                                                 |         |
| Эфиопия                  | —                | Дама ордена Соломона                                                                          | Дама ордена Соломона                                                                          |         |
| Югославия                | —                | Дама Большой Югославской звезды                                                               | Дама Большой Югославской звезды                                                               |         |
| Япония                   | —                | Дама ордена Драгоценной короны 1 класса                                                       | Дама ордена Драгоценной короны 1 класса                                                       |         |
| Дания                    | 1946—            | Дама ордена Слона                                                                             | Дама ордена Слона                                                                             | RE      |
| Швеция                   | 8 апреля 1946-   | Дама ордена Серафимов                                                                         | Дама ордена Серафимов                                                                         | RSerafO |
| ООН                      | 1955—            | Лауреат премии Нансена                                                                        | Лауреат премии Нансена                                                                        |         |
| Австрия                  | 1961—            | Дама Большой звезды Почёта за заслуги перед Австрийской Республикой                           | Дама Большой звезды Почёта за заслуги перед Австрийской Республикой                           |         |
| Таиланд                  | 1963—            | Дама ордена Раджамитрабхорна                                                                  | Дама ордена Раджамитрабхорна                                                                  | ร.ม.ภ.  |
| Германия                 | 24 ноября 1969—  | Дама Большого креста специальной степени ордена «За заслуги перед ФРГ»                        | Дама Большого креста специальной степени ордена «За заслуги перед ФРГ»                        |         |
| Финляндия                | 1970—            | Дама Большого креста на цепи ордена Белой розы                                                | Дама Большого креста на цепи ордена Белой розы                                                |         |
| Италия                   | 23 октября 1973— | Дама Большого креста декорированного лентой ордена «За заслуги перед Итальянской Республикой» | Дама Большого креста декорированного лентой ордена «За заслуги перед Итальянской Республикой» |         |
| Испания                  | 15 марта 1980—   | Дама Большого креста ордена Карлоса III                                                       | Дама Большого креста ордена Карлоса III                                                       |         |